# Kramer Guitars
Kramer Guitars es una empresa estadounidense de guitarras y bajos eléctricos. Produjo guitarras y bajos eléctricos con mástil de aluminio en la década de 1970 y guitarras con mástil de madera para músicos de hard rock y heavy metal en la década de 1980. Kramer es desde mediados de los años 90 una división de Gibson Guitar Corporation.

## Historia

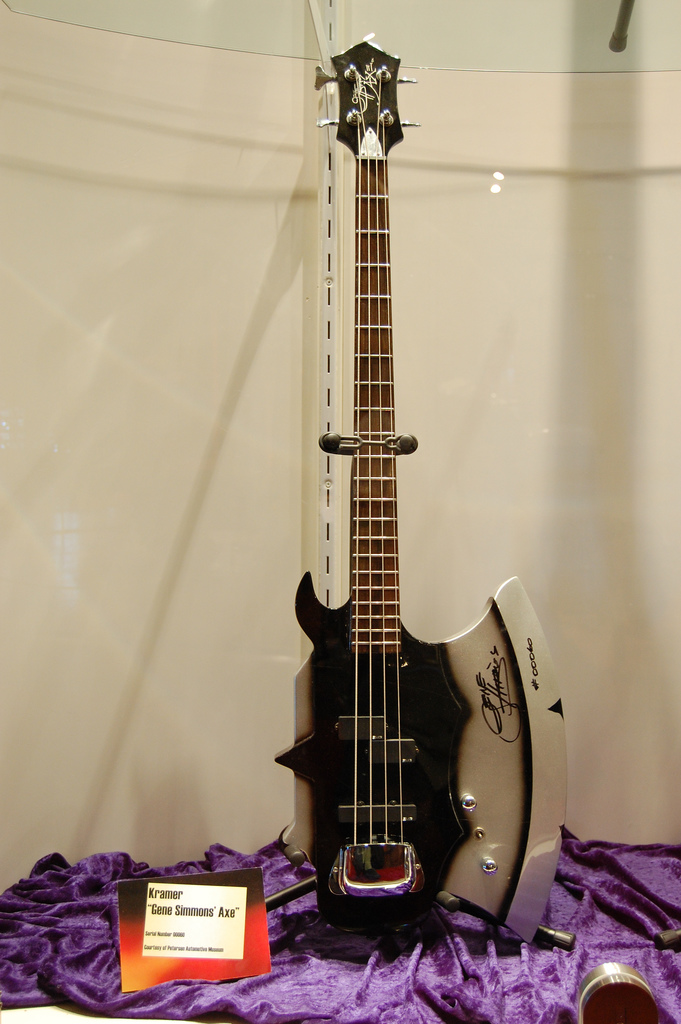
Bajo en forma de hacha de Gene Simmons.

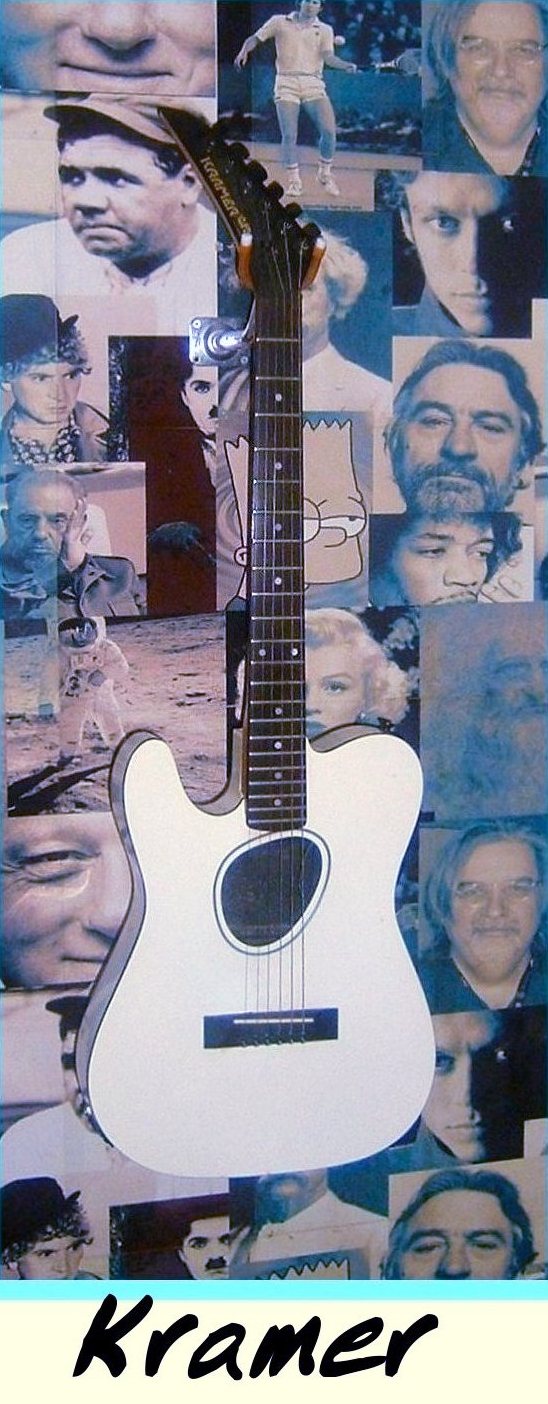
Ferrington guitarra acústica.

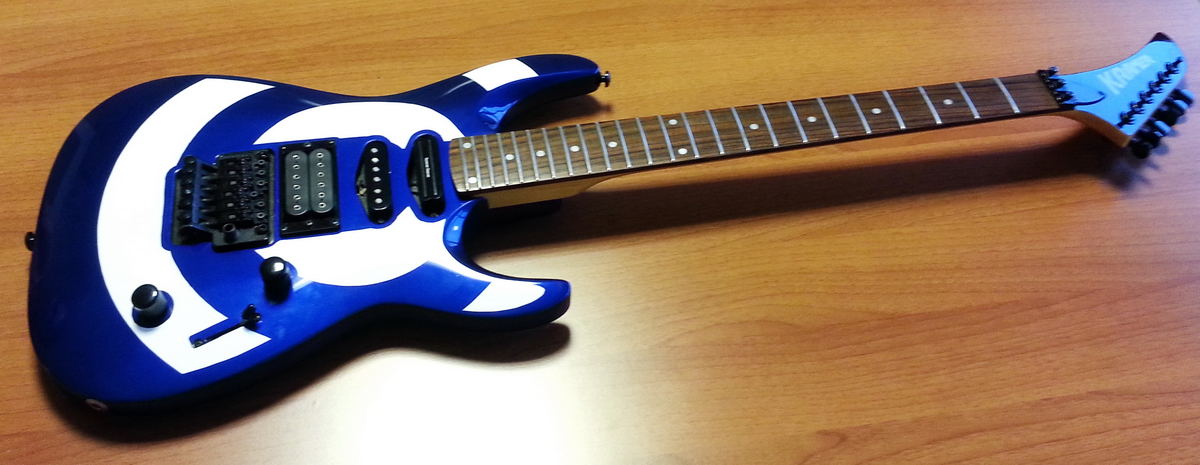
Kramer coreana.

Existe cierta controversia sobre los inicios de la compañía. En 1974, Travis Bean, un luthier de California que construía guitarras con mástiles de aluminio se unió a Gary Kramer para crear una empresa de fabricación de guitarras. Aunque sus guitarras se vendieron bien, Bean perdió interés y dejó la mayoría de los aspectos comerciales a Kramer, por lo que los dos se separaron. 
Luego, Kramer fundó la empresa que todavía lleva su nombre, mejorando el diseño de Bean, cuyos cuellos eran pesados y fríos al tacto. La mejora de Kramer consistió en dos inserciones de madera en la nuca. En 1975 se asoció con un amigo de Nueva York, Dennis Berardi, y los dos fundaron BK International, que contrató al luthier Phil Petillo para que les fabricara prototipos. La empresa contó con el respaldo económico de Henry Vaccaro, un empresario inmobiliario, y Peter LaPlaca, que tenía experiencia con Norlin, la empresa propietaria de Gibson Guitar Corporation. 

## Años 70
Introducidos en 1976, los primeros modelos presentaban la marca registrada "tuning fork head", consistente en mástiles reforzados con aluminio con un diapasón hecho de Ebonol, material similar al utilizado en la producción de bolas para bolos. Otras características de los mástiles de Kramer incluían puntos de aluminio y un traste cero. Las inserciones de Gary Kramer, engastadas en epoxi, solían ser de nogal o arce. Los cuerpos generalmente estaban hechos de nogal o arce de alta calidad, y los primeros instrumentos estaban hechos de maderas tonales exóticas, incluidas Koa, Afromosia, Swietenia, Shedua y Bubinga. La electrónica también era de una marca de calidad conocida: puentes y clavijas de afinación Schaller ; pastillas Schaller y DiMarzio ; pasadores de correa hechos a medida; cubiertas de cavidades de aluminio. La línea de "cuello de aluminio" de Kramer duró aproximadamente hasta 1982.
En esta época, la producción de bajos era significativamente superior a la de guitarras, principalmente porque los bajistas estaban más dispuestos a experimentar. En 1981, Kramer tenía las herramientas y la experiencia para llevar la producción en masa de guitarras a un nuevo nivel. El cambio a instrumentos con mástil de madera prometía mantener bajos los costos de producción y atraer a guitarristas de mentalidad tradicional. 

## Años 80
Kramer lanzó por primera vez guitarras con mástil de madera a finales de 1981, siguiendo el ejemplo de Charvel de producir instrumentos que esencialmente copiaban la forma del clavijero Stratocaster de Fender, en violación de la marca registrada y patente de diseño de Fender en Estados Unidos. Después de construir sólo un millar de instrumentos, en mayo de 1981, Kramer recibió una orden de cese y desistimiento de Fender para detener la producción de guitarras que imitaban la forma de la cabeza de la Stratocaster. Kramer optó por cambiar a un clavijero de "pico" que recuerda a los clavijeros de guitarra Kent de los años 60.
Los instrumentos con mástil de madera representaron la primera incursión de Kramer en la deslocalización de la producción de componentes de guitarra al Este de Asia. Las teclas de afinación y los trémolos de fulcro antiguos fueron fabricados por Gotoh en Japón, mientras que los mástiles fueron fabricados por ESP Guitars de Japón y enviados a Nueva Jersey para su acabado.
Los ejecutivos de Kramer vieron que las técnicas de guitarra de principios de los años 80 exigían un sistema de trémolo de alto rendimiento. Kramer se asoció con un inventor alemán llamado Helmut Rockinger e instaló en sus instrumentos sus voluminosos trémolos, precursores de los sistemas Floyd Rose.
Un encuentro casual entre Dennis Berardi y los managers de Eddie Van Halen en un vuelo de avión sentó las bases para el meteórico ascenso de Kramer en la década de 1980. Eddie estaba interesado en un trémolo que se mantuviera afinado, que eran las prestaciones que ofrecía el sistema Rockinger. Se llevó a cabo una reunión entre Eddie Van Halen y los ejecutivos de Kramer y Eddie quedó encantado con el sistema de trémolo. En la reunión, supuestamente bromeó diciendo que ayudaría a hacer de Kramer la "compañía de guitarras número uno del mundo".
En 1983, el trémolo Rockinger (a veces denominado "El trémolo de Eddie Van Halen") había sido ampliamente reemplazado por el sistema Floyd Rose. Además, Kramer volvió a ofrecer afinadores Schaller en sus guitarras, y le pidió a Schaller que produjera también los trémolos de Floyd Rose. Rose había estado experimentando con guitarras de la compañía japonesa Fernandes Guitars para producir sus prototipos y los modelos de trémolo de producción inicial y final hasta entonces. Kramer era la única empresa de guitarras que ofrecía trémolos originales Floyd Rose en sus guitarras de producción, una ventaja competitiva de Kramer sobre otros fabricantes de guitarras de la época.
A finales de 1983, Kramer cambió del diseño de pala de "pico" al diseño de pala de "palo de hockey" similar al Gibson Explorer. Esta apariencia distintiva también ayudó a Kramer a posicionarse en un lugar destacado entre los entusiastas de la guitarra. Una guitarra Kramer notable fue el modelo Baretta, que era un instrumento de una sola pastilla humbucker similar a las guitarras que Eddie Van Halen usaba en el escenario. La Kramer Baretta fue el buque insignia de la compañía y ayudó a popularizar el diseño de guitarra superstrat de los años 80 con una sola pastilla.
A finales de 1985, Kramer comenzó a instalar pastillas Seymour Duncan en sus guitarras, con preferencia a las pastillas Schaller, de sonido más clásico. En 1985, Kramer fue la marca de guitarras más vendida en todo el mundo.
En 1986, Kramer cambió al diseño radicalmente caído de "pala puntiaguda". Los afinadores Schaller, los trémolos Floyd Rose, las pastillas Seymour Duncan y los talentosos artistas de fábrica como Dennis Kline ayudaron a impulsar a Kramer a convertirse de nuevo en la marca de guitarras más vendida de 1986.
Kramer continuó su éxito hasta finales de la década de 1980, promocionando a artistas de hard rock y glam metal desde Mick Mars de Mötley Crüe hasta Vivian Campbell de Whitesnake como principales patrocinadores.
En 1987, Kramer utilizaba a la compañía japonesa ESP exclusivamente para fabricar sus mástiles y cuerpos. La "Serie Americana" de instrumentos eran piezas ESP, ensambladas en Neptune City (Nueva Jersey). La serie Aerostar se fabricó íntegramente en Corea, mientras que la serie Focus fue fabricada y ensamblada por ESP. Algunas de las primeras guitarras Focus también fueron fabricadas en Japón por la empresa Matsumoku .
Durante 1987, Kramer también encargó al guitarrista Rich Excellente la creación de una serie de guitarras basadas en las características patentadas que desarrolló en su guitarra "1957 Chevy Tail-Fin". Kramer, bajo licencia de Excellente, fabricó una línea de guitarras que se comercializaron como "The Kramer American Showster Series". Estas guitarras eran versiones más elegantes de las formas más tradicionales de la época y utilizaban el cuerpo cónico en forma de "lágrima" patentado por Excellente y la función de inserción de "carga de metal" para aumentar el tono y el sostenido. Se produjeron menos de 1.000 de estas guitarras entre 1988 y 1990, y la línea se suspendió durante 1990 debido a problemas de fabricación que comenzaron a afectar a Kramer durante ese tiempo.
Además, Kramer abrazó los excesos de finales de la década de 1980, produjo guitarras elegantes y fluorescentes, perdió su liderazgo intelectual en el campo de la fabricación de guitarras y dañó la imagen de marca. Del mismo modo, la imagen de la marca Kramer se estaba viendo empañada por el lanzamiento y la afluencia de guitarras Kramer Aerostar, de menor calidad y fabricadas con piezas baratas.
En 1989, Dennis Berardi había fundado Berardi/Thomas Entertainment, Inc, una empresa de representación de artistas. Al ver la promesa en una banda joven de la Unión Soviética, Gorky Park, BTE comenzó a dirigir el grupo. Para ayudar a promocionar la banda, se fabricaron las infames guitarras en forma de triángulo triángulo "Gorky Park", que supuestamente se entregarían a los comerciantes de guitarras como piezas promocionales. BTE apostó por las guitarras de Gorky Park para ayudar a promocionar el grupo. Cuando la banda rusa logró sólo un ligero éxito y la forma radical de las guitarras resultó ser impopular, esto fue un golpe significativo y definitivo para la primera encarnación de la compañía Kramer.

## Años 90 - presente
La empresa Kramer original llegó a su fin en enero de 1991, principalmente debido a problemas financieros. La compañía había estado gastando enormes cantidades en publicidad y patrocinios, y luego perdió una demanda con Floyd D. Rose por regalías. En Nueva Jersey se llevó a cabo una notoria liquidación de cuellos, carrocerías y herrajes sobrantes.
Para recuperar sus pérdidas, ESP en Japón ensambló sus cuerpos y cuellos sobrantes, utilizando su propio hardware de origen local, como sintonizadores Gotoh, y los vendió exclusivamente en el mercado interno de Japón como "Kramer by ESP".  
En 1995, Henry Vaccaro Sr. era el dueño de la marca Kramer; además de ser el único de los socios originales interesado en continuar el negocio de la guitarra. Intentó por última vez producir guitarras Kramer a partir de piezas sobrantes en la planta de Neptune, pero sólo se fabricaron unos pocos cientos.
Finalmente, la marca Kramer fue adquirida por Gibson Guitar Corporation. La división Epiphone de Gibson ha producido guitarras y bajos bajo la marca Kramer desde finales de la década de 1990, en su mayoría directamente de fábrica a través del ahora desaparecido sitio web MusicYo.com. Animada por el resurgimiento del interés en la marca Kramer, Epiphone ha estado reeditando modelos clásicos, incluido el "Modelo 1984", un homenaje a la famosa guitarra "5150" de Eddie Van Halen utilizada de 1984 a 1991; el "Jersey Star", un homenaje al Kramer de los años 80, característico de Richie Sambora ; y más recientemente, la "Reedición de Baretta de 1985". Estos instrumentos de alta gama se ensamblan en Estados Unidos a partir de componentes estadounidenses. En enero de 2009, Gibson cerró el sitio web MusicYo.com y prometió que Kramers estaría disponible a través de distribuidores y tiendas de música a finales de 2009. Pero el suministro no fue constante y los nuevos modelos prometidos sufrieron serios retrasos o nunca se produjeron.
Sin embargo, posteriormente, bajo la dirección de un dedicado equipo de Kramer en Gibson, nuevos modelos llegaron a las tiendas e incluyeron la Baretta Special de precio económico, además de diseños nunca antes vistos, incluido el Las gamas Pariah & Assault que se crearon para llevar el nombre de Kramer a una nueva generación de músicos de rock, mientras que también se siguieron produciendo homenajes a modelos antiguos como el Stagemaster en forma de SM-1 y el Classic Pacer Imperial ahora simplemente llamado Pacer Vintage. 
En 2007, se creó un controlador Kramer Striker para Guitar Hero III para PlayStation 2, bajo un acuerdo de licencia con Gibson. Una Kramer Focus también estaba disponible como guitarra para el juego, al igual que uno de los modelos anteriores de mástil de aluminio Kramers. El Kramer Fatboy ha aparecido en Guitar Hero III: Legends of Rock y Guitar Hero: Aerosmith .
En 2023, Lzzy Hale (la cantante principal de Halestorm ) diseño el modelo especial Kramer Voyager Signature.  Hale había sido nombrada previamente embajadora de la marca Gibson, la empresa matriz de Kramer. 

## Modelos Kramer

### Guitarras Kramer con mástil de aluminio
- Kramer 250
- Kramer 335 (cuerpo hueco): solo uno conocido.
- Krámer 350
- Krámer 450
- Krámer 650
- Serie Kramer DMZ
- Serie Kramer XL
- Serie Kramer XK
- Serie Kramer Duque
- Kramer Gene Simmons hacha guitarra y bajo
- Kramer retador
- Vanguardia Kramer

### Kramer americanos
(Los modelos Kramers que se enumeran a continuación no se construyeron en Estados Unidos después de 1986. Solo ensamblados).
- Kramer Baretta I, II, and III
- Kramer Stagemaster
- Kramer Classic
- Kramer Condor
- Kramer Liberty
- Kramer Pacer
- Kramer Pacer Custom I & II
- Kramer Pioneer Bass
- Kramer Forum I & II Basses
- Kramer Proaxe
- Kramer Triax
- Kramer Enterprize
- Kramer Invader
- Kramer Vanguard
- Kramer Voyager
- Kramer Sustainer
- Kramer Telecaster

### Kramer USA – modelos exclusivos
- Kramer Floyd Rose Model
- Kramer Elliot Easton Model
- Kramer NightSwan (Vivian Campbell Model)
- Kramer Sambora (aka "Jersey Star") (Richie Sambora Model)
- Kramer Ripley (Steve Ripley Model)
- Kramer Gorky Park model
- Kramer Paul Dean model
- Kramer Lzzy Hale Voyager model[6]

### Kramer fabricadas en Japón
- Kramer Focus Series
- Kramer Forum III & IV Basses
- Kramer JK, LK, MK Series
- Kramer Glide
- Kramer Grace

### Kramer fabricadas en Corea
- - NEPTUNE ERA***
- Kramer Aerostar (ZX)
- Kramer Ferrington
- Kramer Gorky Park Model
- Kramer KS-400, KS400
- Kramer Metallist
- Kramer Regent
- Kramer Savant
- Kramer Showster
- Kramer Starfighter
- Kramer Striker Series
- Kramer Hundred Series
- Kramer XL series

### Kramer de Gibson/MusicYo – Modelos fabricados en Estados Unidos (~2003-2010)
- Kramer 1985 Baretta Reissue
- Kramer 1984 and 1984 Custom Reissue
- Kramer Jersey Star
- Kramer Pacer Imperial Reissue

### Kramer de Gibson Import Models (2019-presente)
- Kramer Baretta Special
- Kramer Baretta
- Kramer '83 Baretta Reissue
- Kramer Focus
- Kramer Jersey Star
- Kramer Nightswan
- Kramer Pacer
- Kramer SM-1/SM-1H
- Kramer Nite V

### Kramer de Gibson '98–'08: modelos fabricados en Corea (1998–2005)
- - also known as "The Yo Era Guitars"**
- Kramer Pacer (2xx)
- Kramer Striker (fr/s 4xx)
- Kramer Baretta Neck-Thru
- Kramer Baretta bolt on
- Kramer Vanguard (fr/s 4xx)
- Kramer Assault (2xx)
- Kramer Imperial